# Naoto Otake
Naoto Otake (japonsko 大嶽 直人), japonski nogometaš in trener, * 18. oktober 1968.
Za japonsko reprezentanco je odigral eno uradno tekmo.